# SN 1955J
SN 1955J – supernowa odkryta 17 maja 1955 roku w galaktyce PGC0050685. W momencie odkrycia miała maksymalną jasność 17,90m.